# Camillo Mastrocinque
Camillo Mastrocinque (11 de maig de 1901 – 23 d'abril de 1969) va ser un director, guionista i actor cinematogràfic i televisiu de nacionalitat italiana.

## Biografia
Nascut en Roma, Itàlia, sent jove ja es va sentir atret pel cinema. Va viure un temps en França, on va treballar com a escenògraf, tornant a Itàlia com a ajudant de direcció. El seu debut després de les càmeres es va produir en 1937 amb Regina della Scala, i a partir de llavors va dirigir 68 pel·lícules, predominantment del gènere còmic.
Al llarg de la seva carrera va dirigir a molts dels més brillants actors italians, entre ells Renato Rascel (Attanasio cavallo vanesio el 1952 i Alvaro piuttosto corsaro ei 1953); Totò (Siamo uomini o caporali? i Totò all'inferno, amdues de 1955, Totò, Peppino e... la malafemmina el 1956, Totò lascia o raddoppia? ei 1958 i Tototruffa 62 ei 1961); Vittorio De Sica (Totò, Vittorio e la dottoressa en 1957 i Vacanze d'inverno, de 1959, interpretada també per Alberto Sordi); Nino Manfredi i Ugo Tognazzi (I motorizzati, de 1964), i finalment Walter Chiari (Quel fantasma di mio marito, de 1950 i La più bella coppia del mondo, de 1968). Es força conegut per dirigir les pel·lícules de terror La cripta e l'incubo (1964) amb Christopher Lee, i Un angelo per Satana (1966) amb Barbara Steele.
A més del seu treball com a director i guionista, en quatre ocasions (Roma città libera, 1946, de Marcello Pagliero; In nome della legge, 1949, de Pietro Germi; Gli imbroglioni, 1963, de Lucio Fulci; i Il corazziere, 1963, de Camillo Mastrocinque) va treballar com a actor, utilitzant el pseudònim de Thomas Miller.
Mastrocinque també va intervenir en televisió, dirigint la sèrie televisiva Stasera Fernandel en 1964 i Le avventure di Laura Storm a l'any següent.
Camillo Mastrocinque va morir en Roma en 1969. Va ser enterrat en el Cementiri de Prima Porta, a Roma.

## Filmografia

### Guionista
- Frutto acerbo, de Carlo Ludovico Bragaglia (1934)
- Regina della Scala, de Camillo Mastrocinque y Guido Salvini (1936)
- Voglio vivere con Letizia, de Camillo Mastrocinque (1937)
- Validità giorni dieci, de Camillo Mastrocinque (1940)
- Don Pasquale, de Camillo Mastrocinque (1940)
- Ridi pagliaccio!, de Camillo Mastrocinque (1941)
- I mariti - Tempesta d'amore, de Camillo Mastrocinque (1941)
- Turbine, de Camillo Mastrocinque (1941)
- Fedora, de Camillo Mastrocinque (1942)
- La maschera e il volto, de Camillo Mastrocinque (1942)
- La statua vivente, de Camillo Mastrocinque (1942)
- Il cavaliere del sogno (Donizetti), de Camillo Mastrocinque (1946)
- Sperduti nel buio, de Camillo Mastrocinque (1947)
- L'uomo dal guanto grigio, de Camillo Mastrocinque (1948)
- Duello senza onore, de Camillo Mastrocinque (1949)
- La cintura di castità, de Camillo Mastrocinque (1950)
- Quel fantasma di mio marito, de Camillo Mastrocinque (1950)
- Il peccato di Anna, de Camillo Mastrocinque (1952)
- Attanasio cavallo vanesio, de Camillo Mastrocinque (1953)
- Le vacanze del sor Clemente, de Camillo Mastrocinque (1954)
- Totò all'inferno, de Camillo Mastrocinque (1954)
- Napoli terra d'amore, de Camillo Mastrocinque (1954)
- Siamo uomini o caporali?, de Camillo Mastrocinque (1955)
- È arrivata la parigina, de Camillo Mastrocinque (1958)
- Alvaro piuttosto corsaro, de Camillo Mastrocinque (1964)

### Argument
- Ridi pagliaccio!, de Camillo Mastrocinque (1941)
- Duello senza onore, de Camillo Mastrocinque (1949)
- Le vacanze del sor Clemente, de Camillo Mastrocinque (1954)

### Dirección televisiva
- Buon viaggio Paolo, comèdia de Gaspare Cataldo, amb Tino Bianchi, Anna Maria Alegiani i Laura Solari, emesa el 26 de febrer de 1954.
- Le avventure di Laura Storm, 8 episodios (1965-1966), amb Lauretta Masiero, també argument
  - Defilé per un delitto, (1965)
  - Diamanti a gogò, (1965)
  - Una bionda di troppo, (1965)
  - Un cappotto di mogano per Joe, (1965)
  - Il tredicesimo coltello, (1966)
  - I due volti della verità, (1966)
  - A carte scoperte, (1966)
  - Rapina in francobolli, (1966)
- Stasera Fernandel, 7 episodis (1968), també argument
  - A me gli occhi, (1968)
  - La notte delle nozze, (1968)
  - Il frac, (1968)
  - Terrore al castello, (1968)
  - La bomba, (1968)
  - Una tranquilla villeggiatura, (1968)

### Actor
- Roma città libera, de Marcello Pagliero (1946)
- In nome della legge, de Pietro Germi (1949)
- Il corazziere, de Camillo Mastrocinque amb el pseudònim de Thomas Miller (1960)
- Gli imbroglioni, de Lucio Fulci (1963)

### Ajudant de direcció
- Ne sois pas jalouse, d'Augusto Genina (1932)
- Kiki, de Raffaello Matarazzo (1934)
- Le scarpe al sole, de Marco Elter (1935)
- La gondola delle chimere, d'Augusto Genina (1936)
- Sette giorni all'altro mondo, de Mario Mattoli (1936)

### Escenografia
- Frutto acerbo, de Carlo Ludovico Bragaglia (1934)

### Muntatge
- Le scarpe al sole, de Marco Elter (1935)

### Director artístic
- Ben-Hur, de Fred Niblo (1925)